# Lupo di Francesco
Lupo di Francesco est un sculpteur italien du XIVe siècle, originaire de Pise qui fut disciple de  Tino di Camaino et de Giovanni Pisano, auquel il succéda comme contremaître (capomaestro) du chantier  du Duomo de Pise  en  1315.
Il eut Giovanni di Balduccio comme élève,  travailla en Espagne en 1327 et retourna en Italie en 1336.

## Œuvres
- Reconstruction de l'église Santa Maria della Spina (Pise)
- Statues  du tombeau des comtes de Gherardesca, Museo Nazionale di San Matteo (Pise)
- Chaire,  Museo di San Matteo, Pise
- Tombeau de sainte Eulalie, cathédrale de Barcelone

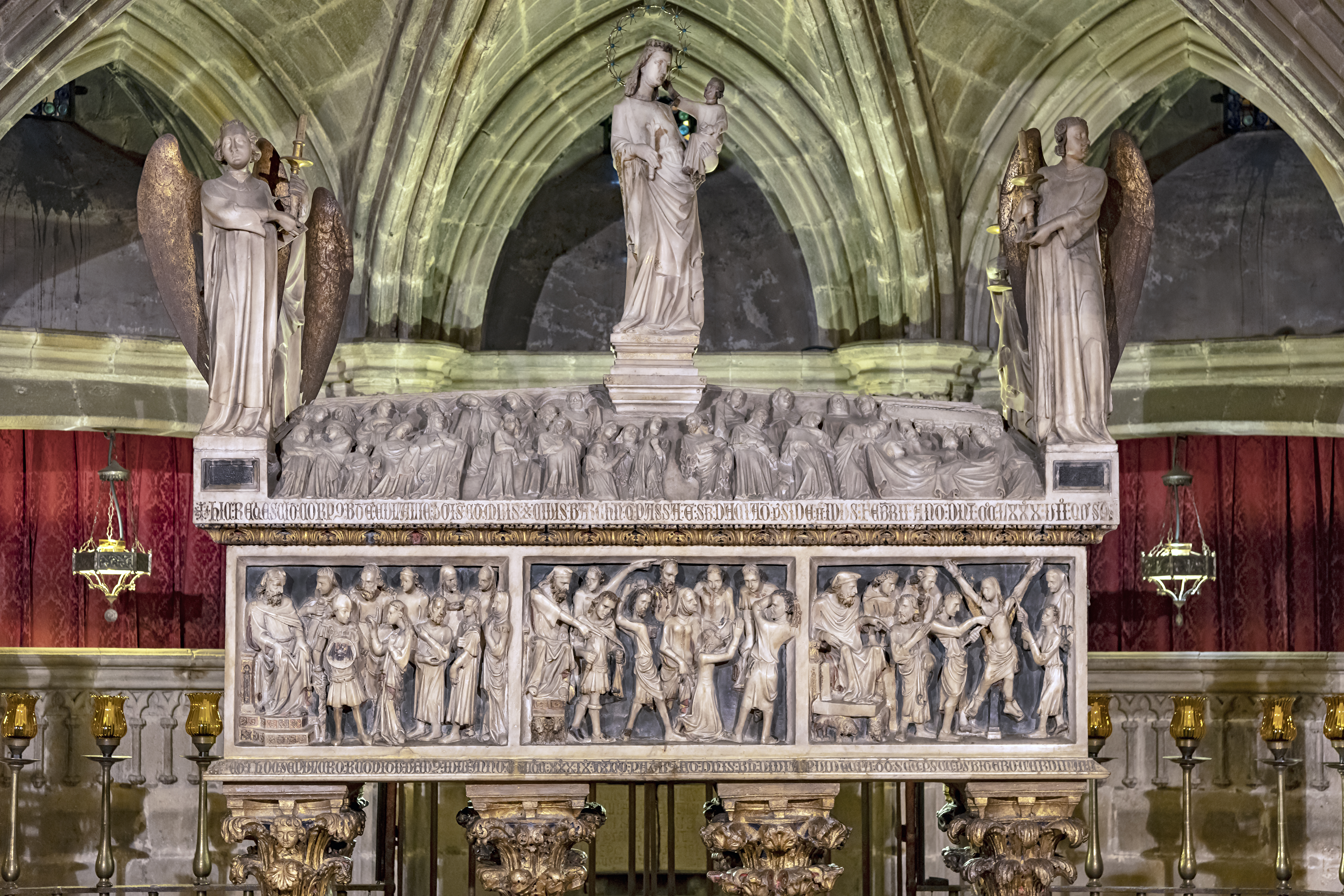
Tombe d'Eulalie de Barcelone par Lupo di Francesco

## BIbliographie
- Joseph, Polzer, S. Maria della Spina, Giovanni Pisano and Lupo di Francesco, Jstor